# Monastère de la Nativité-de-la-Mère-de-Dieu de Soligalitch
Le monastère de la Nativité-de-la-Mère-de-Dieu ou simplement monastère de la Nativité  (Рожде́ственский монастырь) est un ancien monastère de femmes de l'Église orthodoxe russe situé en Russie à Soligalitch. C'est aujourd'hui l'église paroissiale collégiale de la ville. Elle dépend de l'éparchie de Kostroma et Galitch. L'ensemble est inscrit au patrimoine protégé. 

## Histoire
Le monastère est fondé au milieu du XVIIe siècle grâce à la tsarine Marie Miloslavskaïa, épouse d'Alexis Romanov, qui avait passé non loin son enfance.   
Une seule église subsiste, celle de la Nativité-de-la-Mère-de-Dieu, construite en 1668, qui est aujourd'hui l'église paroissiale de la ville. Les travaux de construction de l'église s'interrompent à cause de la mort de la tsarine en 1669. Elle reste inachevée pendant plus d'un siècle et ce n'est qu'en 1792 que le chantier redémarre sur les fonds des paroissiens.
Elle est terminée en 1794 et consacrée en 1805. Le clocher est terminé en 1887.

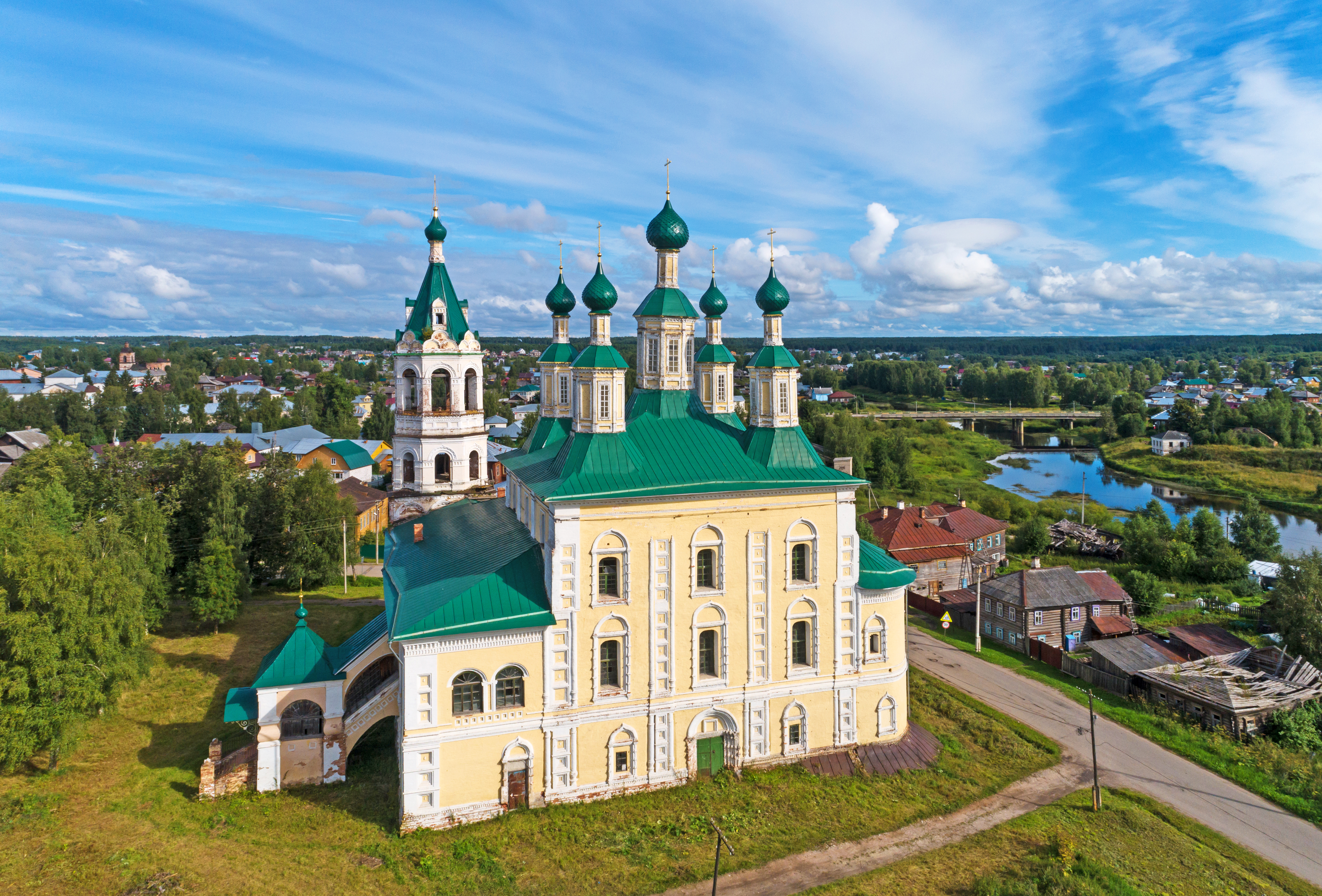
Église de la Nativité.

Le pouvoir communiste fait fermer l'église en 1925. L'ancien monastère devient de 1927 à l'an 2000 le musée régional Nevelskoï, consacré à l'amiral et explorateur Guennadi Nevelskoï (1813-1876). L'église est restaurée dans les années 1980. La propriété des bâtiments est transférée en 2004 à l'éparchie (diocèse) de Kostroma et Galitch qui entame des travaux de restauration.
L'église collégiale possède quatre autels. Le niveau supérieur de l'église est occupé par l'église d'été de la Nativité-de-la-Mère-de-Dieu et l'église chauffée (pour les mois d'hiver) de la Nativité-du-Christ. C'est sous cette dernière que se trouvent l'église de l'Intercession et sous le clocher l'abside sous le vocable de saint Abraham de Gorodets. Une iconostase de 1826-1827 est conservée à l'intérieur. Les fresques datent de 1880-1881.
L'église est plein centre de la ville, non loin de la rivière Kostroma.